# الإمبراطورية الفرثية
الإمبراطورية الفرثية، والمعروفة أيضًا باسم الدَّوْلَة الْأَرْشَكِيَّة (أو الدَّوْلَة الْأَشْكَانِيَّة في الكتب القديمة؛ بالفارسية: شاهنشاهی اشکانی) (بالإنجليزية: Arsacid Empire، من اللغة الإغريقية Ἀρσάκης Arsakēs من لغة فرثية 𐭀𐭓𐭔𐭊 Arshak) دولة إيرانية كبرى في إيران القديمة، وامتدت زمن وجودها من سنة 247 قبل الميلاد حتى سنة 224 بعد الميلاد. إسمها الأخير نسبة لأرشك الأول (أو أشك الأول) من الأعراب الإصقوثيين؛ وقد كان رئيس قبيلة بارنة، ومَهَّدْ هذه الدولة والسلالة الأرشكية في منتصف القرن الثالث قبل الميلاد عندما غزا إقليم فرثية ، وهي تقع في نواحي عشق أباد حالياً ثم صارت ساتراب (أي مقاطعة) تحت اسم أندراغوراس (وتعني أنها ولاية تحت سلطان الدولة السلوقية) في ثورته على الإمبراطورية السلوقية. مهد مهرداد الأول (171-138 ق.م) مملكتة مستولياً على عراق العجم وسواد العراق من السلوقيين. إمتدت دولتهم في عز مجدها من شمال الجزيرة الفراتية حتى شرق فارس. فغدت مملكتهم، مستحوذتاً على طريق الحرير المتوسط بين الإمبراطورية الرومانية في حوض البحر الأبيض المتوسط وسلالة الهان في الصين.
إقتبس الفرثيين جل فنونهم وعمائرهم وشعائرهم الدينية من الثقافة الهلنستية والسريانية والكلدانية. في أوائل مُلْكِهم تبنوا عاداتٍ من الثقافة اليونانية، رغم أن الدولة في نهايتها أخذت من عادات الفرس. كان الأشكانيون يلقبون بلقب «ملك الملوك»، كادعاء بأنهم ورثة الإمبراطورية الأخمينية؛ إلا أنهم جعلوا العديد من الولاة كملوك صغار مستقلين بما تحت ملكهم؛ حيث كان الفرس يُولون مركزيًا، وإن جعلوهم مستقلين إلى حد كبير. عيّنت المحكمة عددًا صغيرًا من الإقطاعيين، غالبًا خارج إيران، ولكن هذه المقاطاعات كانت أصغر وأقوى من إمكانات الأخمينيين. إتسعت دولة الأشكانيين فنقلوا قاعدتهم من نيسا إلى قطسيفون على طول نهر دجلة (جنوب بغداد الحديثة في العراق)، على الرغم من أن العديد من المواقع الأخرى كانت بمثابة مدن كبيرة.
كان الأعداء الأوائل للفرثيين هم السلوقيين في الغرب والإصقوث في الشمال. ومع ذلك، مع توسع فرثية غربًا، دخلوا في صراع مع مملكة أرمينية، وفي النهاية مع الجمهورية الرومية. تنازع الروم والأشكان لجعل ملوك الأرمن حلفاء تابعين لهم. قهر الفرثيون ماركوس ليكينيوس كراسوس في وقعة حران عام 53 ق.م، وأخذت العساكر الفرثية الشام من الروم عدا صور في 40-39 ق.م. ومع ذلك، أرسلت الروم مارك أنتوني في حملة ضد الفرث، على الرغم من أن جيشة أبلا بلاءاً حسناً في غيابه، بقيادة فنتيديوس. غزت الأباطرة الروم ورجالاتهم بلاد ما بين النهرين في الحروب الرومانية-الفرثية التي تلت ذلك في القرون التالية. وكانت الروم تعيد الكَرَّةَ على مدينتي سلوقية وقطسيفون أثناء حروبهم، لكنهما لم يقدرا على الإحتفاظ بما غنموه. أثبتت الفتن الأهلية المتكررة بين الفرثيين في طلب الملك أنها أخطر على دولتهم من غزوات الأجانب، فتضعضعت مملكتهم عندما خرج أردشير الأول، والي إصطخر في بلاد فارس، ضدهم وقتل آخر ملوكهم أردوان الرابع في 224م. فاقام أردشير الإمبراطورية الساسانية، التي ملكت فارس ومعظم المشرق الأدنى، على الرغم من أن فرع من الأرشكيين هربوا لأرمينية وحكموها، كذلك فرعٌ منهم أقاموا دولة في أيبيريا وفرعٌ أقام دولة في ألبانيا القوقازية
إن أخبارهم وتواريخهم مكتوبةٌ باللغات الفارسية واليونانية وغيرها، نادرة عكس الأخبار الساسانية وحتى الأخبار الأخمينية السابقة. بصرف النظر عن الألواح المسمارية المتناثرة والشقفات المنقوشة والنقوش الصخرية، وعملات الدراخما، وبعض وثائق البرشمان، لا يُعرف الكثير من أخبار الفرثيين إلا من مصادر خارجية. وتشتمل على تاريخ اليونانيين والرومانيين أصلاً، وكذلك تاريخ الصينيين، رغبةً من الصينيين الهان بعقد حلف معهم ضد أعراب الشيونغنو.

## تاريخ الإمبراطورية

### النشأة والتأسيس

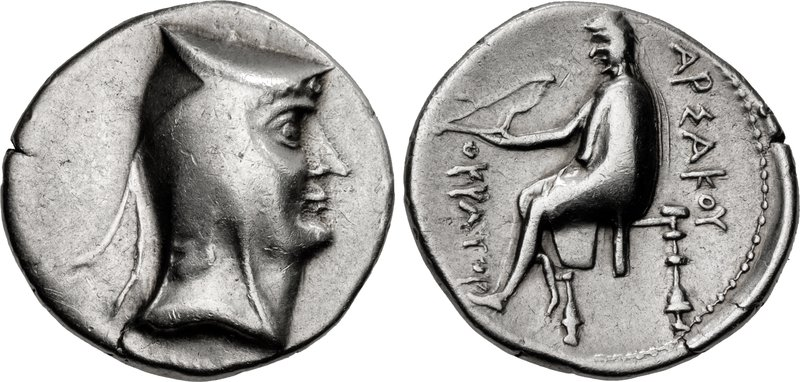
الدراخما الفضية لأرشك الأول ملك فرثية (247-211 ق.م) ونقش باللغة اليونانية ΑΡΣΑΚΟΥ ويعني "آرسيس"

قبل أن يؤسس أرشك الفرثي سلالة الأرشكيين، كان قائدًا لقبيلة بارني، وهي قبيلة قديمة من آسيا الوسطى تضم إيرانيين وواحدة من القبائل البدوية العديدة في اتحاد داهان. من المرجح أن فبيلة بارني كانت تتحدث اللغات الإيرانية الشرقية، في حين كانت اللغة الإيرانية الشمالية الغربية هي المنتشرة في ذلك الوقت في فرثيا. كانت الأخيرة مقاطعة شمالية شرقية تحت حكم الأخمينيين أولًأ، ثم تحت حكم الإمبراطورية السلوقية. بعد احتلال المنطقة، اعتمدت بارني اللغة الفارسية كلغة رسمية للمقاطعة، وتحدثتها إلى جانب اللغة الفارسية الوسطى والآرامية واليونانية والبابلية والصغدية وغيرها من اللغات في المناطق متعددة اللغات التي كانوا يغزونها.
لايزال سبب اختيار سنة 247 ق.م لبداية الحقبة الأرشكية (الفرثية) غير معروفٍ على وجه التحديد. يخلص أدريان ديفيد هيو بيفار إلى أن هذا كان العام الذي فقد فيه السلوقيون السيطرة على فرثيا لأندراغوراس، وهي مقاطعة تمردت عليهم. ومن ثم، فإن أرشك الأول «عمد إلى تأجيل سنة بداية عصره» إلى اللحظة التي انتهت فيها السيطرة السلوقية على فرثيا. ومع ذلك، تؤكد فيستا شاخوش كورتس أن هذا كان مجرد عام تنصيب أرشك قائدًا لقبيلة بارني. يزعم هوما كاتوزيان وجين رالف جارثويت  أنها كانت السنة التي غزا فيها أرشك فرثيا وطرد القوات السلوقية منها، لكن صرح كورتس وماريا بروسيوس بأن أندراغوراس لم تقع تحت يد أرشك حتى عام 238 ق.م.
من غير الواضح من الذي خلف فورًا أرشك الأول. حيث يؤكد كلٌ من بيفار وكاتوزيان أن شقيقه تيرايداتس الأول الفرثي قد خلفه، ومن بعده ابنه أرشك الثاني الفرثي في 211 ق.م. مع ذلك، يذكر كورتس وبروسيوس أن أرشك الثاني كان قد خلف أرشك الأول مباشرةً؛ حيث ادعى كورتس أن الخلافة حدثت في 211 ق.م، وبروسيوس في 217 ق.م. يصر بيفار على أن عام 138 ق.م، كانت آخر سنوات حكم لميثريداتس الأول، وهي «أول سنة توضح حكم فرد ما بدقة في تاريخ فرثيا.» بسبب هذه التناقضات وغيرها، حدد بيفار تسلسلين تاريخيين متميزين قبلهما المؤرخون. ظهرت ادعاءات مزيفة في وقت لاحق تعود للقرن الثاني قبل الميلاد فصاعدًا مستندةً إلى الفرثيين أنفسهم، الذين قدموا أنفسهم كأحفاد ملك الملوك الأخمينيين، ومنهم أرتاكسيركسيس الثاني في بلاد فارس (حكم من 404 إلى 358 قبل الميلاد).

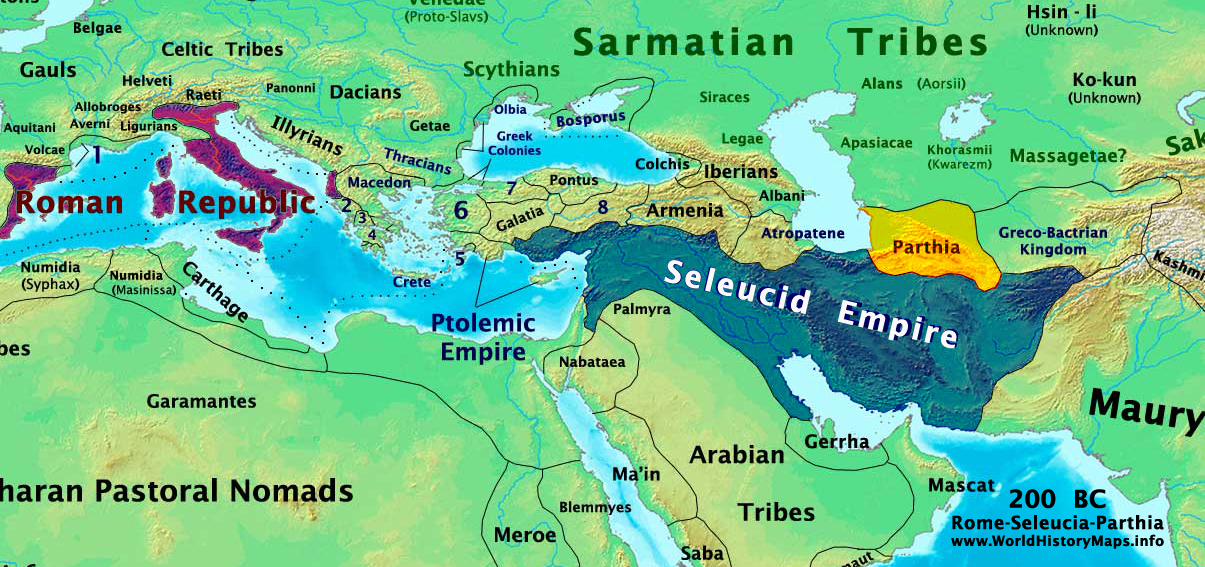
تمثل المنطقة الصفراء المظللة مقاطعة فرثيا إلى جانب الإمبراطورية السلوقية (الزرقاء) والجمهورية الرومانية (الأرجوانية) حوالي 200 ق.م

لفترة من الوقت، عزز أرشك موقفه في فرثيا وهيركانيا من خلال الاستفادة من غزو الأراضي السلوقية في الغرب من قبل بطليموس الثالث ( 246 - 222 ق.م) الذي كان يحكم مصر وقتها. سمح هذا الصراع مع بطليموس والمعروف بالحرب السورية الثالثة (246-241 ق.م) لديودوتوس الأول بالتمرد وتشكيل المملكة الإغريقية البخترية في آسيا الوسطى. قام خَلَفُ الأخير، ديودوتوس الثاني، بتشكيل تحالف مع أرشك ضد السلوقيين، ولكن تم طرد أرشك مؤقتًا من فرثيا على أيدي قوات سلوقس الثاني كالينيكوس (حكم 246-225 ق.م). بعد قضاء بعض الوقت في المنفى بين قبيلة آباسياك البدوية، قاد أرشك هجومًا مضادًا واستعاد فرثيا. لم يتمكن خليفة سلوقس الثاني، أنطيوخوس الثالث العظيم (حكم من عام 182 إلى 187 قبل الميلاد)، من الانتقام بسرعة لأن قواته كانت منخرطة في إخماد تمرد مولون في منطقة ميديا القريبة.
أطلق أنطيوخوس الثالث حملة ضخمة لاستعادة فرثيا وبختيريا في 210 أو 209 قبل الميلاد، ولكنه لم ينجح في ذلك، وإنما تفاوض على تسوية سلمية مع أرشك الثاني، وقد تم منح الأخير لقب ملك (باللغة الإغريقية: بازيليوس) في مقابل خضوعه واستسلامه لأنطيوخوس الثالث كملك عليه. لم يكن السلوقيون قادرين على مواصلة التدخل في الشؤون الفرثية بعد الزحف المتزايد من قبل الجمهورية الرومانية وهزيمة السلوقيين في مغنيسيا في عام 190 قبل الميلاد. نجح فرياباتيوس الفرثي (حكم سنة 191-176 قبل الميلاد) في هزيمة بارساكيس الثاني، ثم صعد فرايتس الأول الفرثي (حكم في 176-171 قبل الميلاد) العرش. حكم فرايتس الأول فرثيا دون أي تدخلٍ من السلوقيين.

### التوسع والترسيخ
تذكر السجلات أن فراتيس الأول وسع سيطرة فرثيا أبعد من بوابات الإسكندر واحتل أباميا راجيانا. ومواقع هذه المناطق غير معروفة. ومع ذلك حدث التوسع الأكبر للقوة والأراضي الفرثية خلال حكم شقيقه وخلفه ميثريداتس الأول (حكم تقريبًا بين عامي 171-132 قبل الميلاد)، الذي يقارنه كاتوزيان بكورش الكبير (توفي عام 530 قبل الميلاد) مؤسس الإمبراطورية الأخمينية.
تدهورت العلاقات بين إمبراطورية فرثيا ومملكة إغريقية بخترية بعد وفاة ديودوتوس الثاني، بعد أن استولت قوات ميثريداتس على أبرشيتين في مملكة إغريقية بخترية، ومن ثم في ظل حكم يوكراتيدس الأول (حكم تقريبًا بين عامي 170 -145 قبل الميلاد). ومع توجيهه أنظاره نحو المملكة السلوقية، غزا ميثريداتس ميديا واحتل إكباتان في عام 148 أو    147 قبل الميلاد، وكان قمع السلوقي الحديث للتمرد هناك بقيادة تيماركوس قد زعزع استقرار الإقليم. وتلا هذا الانتصار الغزو الفرثي لبابل في بلاد الرافدين، حيث صك ميثريداتس عملات معدنية في سلوقية في عام 141 قبل الميلاد وأقام حفل تنصيب رسمي. وفي حين انسحب ميثريداتس إلى هيركانيا، أخضعت قواته مملكتي إليمايس وميسان واحتلت شوشان. وبحلول ذلك الوقت، كانت السلطة الفرثية قد توسعت حتى شرقي نهر السند.
وبينما كانت هيكاتومبيلوس العاصمة الفرثية الأولى، أنشأ ميثريداتس مساكن ملكية في سلوقية وإكباتان وطيسفون ومدينته المؤسسة حديثًا، ميثراداتكيرت (نيسا)، حيث بُنيت مقابر ملوك السلالة الأرشكية وحوفظ عليها. باتت إكباتان مقر الإقامة الصيفية للسلالة الملكية الأرشكية. وربما لم تصبح طيسفون العاصمة الرسمية حتى عهد غوتارزيس الأول (حكم تقريبًا بين عامي 90-80 قبل الميلاد). وأصبحت موقع حفل التتويج الملكي والمدينة الممثلة للأرشكيين، وفقًا لبروسيوس.
لم يتمكن السلوقيون من الانتقام على الفور، إذ قاد الجنرال ديودوتوس تريفون تمردًا في العاصمة أنطاكية في عام 142 قبل الميلاد. إلا أنه بحلول العام 140 قبل الميلاد كان ديميتريوس الثاني نيكاتور قادرًا على شن غزو مضاد ضد الفرثيين في بلاد الرافدين. وعلى الرغم من تحقيق نجاحات أولية، هُزم السلوقيون ووقع ديميتريوس نفسه أسيرًا بين يدي قوات فرثية وأُخذ إلى هيركانيا. وهناك عامل ميثريداتس أسيره بضيافة كبيرة، حتى أنه زوّج ديميتريوس ابنته رودوغون من فرثيا.
اعتلى أنطيوخوس السابع (حكم بين عامي 138 و129 قبل الميلاد)، شقيق ديميتريوس، العرش السلوقي وتزوج زوجة ديميتريوس كليوباترا ثيا. بعد هزيمة ديودوتوس تريفون، شن أنطوخيوس حملة في عام 130 قبل الميلاد لاستعادة بلاد الرافدين، التي كانت في تلك الآونة تحت حكم فراتيس الثاني (حكم تقريبًا بين عامي 132-127). هُزم الجنرال الفرثي إنداتس على طول نهر الزاب العظيم، وتلت ذلك انتفاضة محلية قُتل فيها الحاكم الفرثي لبابل. غزا أنطوخيوس بابل واحتل شوشان، حيث صك عملة. وبعد تقدم جيشه في ميديا، حاول الفرثيون دفع الأمور نحو السلام، الأمر الذي رفض أنطوخيوس قبوله ما لم يتخل الأرشكيون له عن جميع الأراضي باستثناء فرثيا الأصلية، ودفع إتاوة ضخمة وإطلاق سراح ديميتريوس. أطلق أرشك سراح ديميتريوس وأرسله إلى سوريا، إلا أنه رفض المطالب الأخرى. وبحلول ربيع عام 129 قبل الميلاد، كان الميديون في ثورة مفتوحة ضد أنطوخيوس، الذي كان جيشه قد استنفد موارد الريف خلال الشتاء. وأثناء محاولة إخماد الثورات، اجتاحت القوة الفرثية الرئيسية المنطقة وقتلت أنطوخيوس في معركة إكباتان في عام 129 قبل الميلاد. وأُعيدت جثته إلى سوريا في كفن فضي، وأصبح ابنه سلوقس رهينة فرثية وضُمت ابنته إلى حرملك فراتيس.
وفي حين استعاد الفرثيون الأراضي التي فقدوها في الغرب، برز تهديد آخر في الشرق. ففي عامي 177-176 قبل الميلاد طرد اتحاد شيونغنو البدوي شعب يوزي من بلدانهم الأم في ما هو اليوم مقاطعة قانسو في شمال غرب الصين، ومن ثم هاجر شعب يوزي غربًا نحو بخترية وهجّروا قبائل الساكا (السكيثية). أُرغمت قبائل الساكا على التحرك غربًا، حيث غزوا الحدود الشمالية الشرقية للإمبراطورية الفرثية. وهكذا أُرغم ميثريداتس على الانسحاب إلى هيركانيا بعد غزوه لبلاد الرافدين.
جُند بعض أعضاء قبائل الساكا ضمن قوات فراتيس ضد أنطوخيوس. إلا أن وصولهم كان متأخرًا ليشاركوا في النزاع. وحين رفض فراتيس دفع أجورهم، ثارت قبيلة الساكا التي حاول فراتيس قمعها بمساعدة جنود سلوقيين سابقين، إلا أنهم تخلوا عنه أيضًا وانضموا إلى صفوف الساكا. قاد فراتيس الثاني حملة ضد هذه القوة المشتركة، إلا أنه قُتل في المعركة. يذكر المؤرخ الروماني جستين أن خلفه أرتابانوس الأول (حكم تقريبًا بين عامي 128-124 قبل الميلاد) لاقى مصيرًا مماثلًا عند قتاله البدو في الشرق. ويزعم أن أرتابانوس قد قُتل على يدي التوخاري (يُعرفون بيوزي)، على الرغم من أن بيفار يعتقد أن جستين قد خلط بينهم وبين الساكا. في وقت لاحق استعاد ميثريداتس الثاني (حكم تقريبًا بين عامي 124-91 قبل الميلاد) الأراضي التي احتلتها قبيلة الساكا في ساكاستان.
وفي أعقاب الانسحاب السلوقي من بلاد الرافدين، أُمر الحاكم الفرثي لبابل، هيميروس، من قبل البلاط الأرشكي بغزو مملكة ميسان، التي كانت آنذاك تحت حكم هيسباوسينز من خاراكس. وحين باء الغزو بالفشل، غزا هيسباوسينز بابل في عام 127 قبل الميلاد واحتل سلوقية. إلا أنه بحلول عام 122 قبل الميلاد، طرد ميثريداتس الثاني هيسباوسينز من بابل وجعل ملوك ميسان مُقطعين تحت ولاية فرثيا. وبعد توسيع ميثريداتس السيطرة الفرثية غربًا، واحتلاله لدورا يوروبوس في عام 113 قبل الميلاد، انخرط في صراع ضد مملكة أرمينيا. فهزمت قواته ملك أرمينيا أرضافاسط الأول وخلعته في عام 97 قبل الميلاد، وأخذت ابنه ديكرانوس رهينة والذي سيصبح في وقت لاحق ملكًا لأرمينيا باسم ديكرانوس الثاني «العظيم» (حكم تقريبًا بين عامي 95-55 قبل الميلاد).
أقامت المملكة الهندية الفرثية، التي كانت تقع في أفغانستان وباكستان يومنا هذا، تحالفًا مع الإمبراطورية الفرثية في القرن الأول قبل الميلاد. يدعي بيفار أن كلًا من هاتين الدولتين اعتبرت الأخرى مساوية لها سياسيًا. وبعد أن زار الفيلسوف اليوناني بليناس الحكيم بلاط فاردانس الأول (حكم تقريبًا بين عامي 40-47 م) في عام 42 م، قدم له فاردانس حماية لقافلته أثناء سفره إلى الهند الفرثية. وحين وصل بليناس إلى العاصمة الهندية الفرثية تاكسيلا، قرأ قائد القافلة رسالة فاردانس الرسمية، التي ربما كُتبت بالفرثية، إلى موظف هندي عامَل بليناس بضيافة كبيرة.
وفي أعقاب المشروع الدبلوماسي لتشينغ تشيان في آسيا الوسطى خلال حكم الإمبراطور وو من هان (حكم بين عامي 141-87 قبل الميلاد)، أرسلت سلالة هان الحاكمة في الصين وفدًا إلى بلاط ميثريداتس الثاني في عام 121 قبل الميلاد. أقام مبعوث سلالة هان علاقات تجارية رسمية مع فرثيا عبر طريق الحرير إلا أنه لم يقم التحالف العسكري المرغوب ضد اتحاد شيونغنو. ازداد ثراء الإمبراطورية الفرثية عبر فرض الضرائب على تجارة القوافل الأوراسية في الحرير الذي كان أغلى السلع الفاخرة التي استوردها الرومان. كانت اللآلئ أيضًا من بين الواردات الثمينة من الصين، في حين اشترى الصينيون التوابل والعطور والفواكه الفرثية. وقُدمت حيوانات غريبة كهدايا من الأرشكيين إلى بلاط هان، وفي عام 87 م أرسل ملك فرثيا باكوروس الثاني أسودًا وغزلانًا فارسية إلى إمبراطور سلالة هان زانغ (حكم بين عامي 75-88 م).